# Велика Вишенька
Велика Вишенька (пол. Wiszenka Wielka) — колишнє село у Яворівському районі. Відселене у зв'язку з утворенням Яворівського військового полігону. Поруч знаходяться колишні села Баніти, Микіщаки, Калили, Річки, Лютова, Старий Двір, Під Лугом, Ґеруси.
Село Вишенька було засноване в кінці 50-х рр. XVI ст. (відповідний дозвіл надав городоцький староста Ян Мелецький у 1557 р.). Новозакладене поселення було описане в генеральній люстрації Руського воєводства 1564—1565 рр. На цей момент тут вже мешкало 44 кметі.
Вишенька була типовим населеним пунктом, осадженим на волоському праві. Місцеві жителі займалися, в основному, тваринництвом, що вимагало виділення великих площ для пасовищ. Таким чином, оптимальною формою забудови таких поселень була розсіяна (поширена в Карпатах). Мова йде про закладення значної кількості невеликих хуторів чи навіть окремих садиб на великій віддалі одна від одної, що дозволяло господарям задіювати якомога більші площі земель під пасовища.
В селі розташована зруйнована радянською владою церква святого Михаїла.